# Georges Riguet
Œuvres principales
- Le Creusot, Cité calomniée
- Contes morvandiaux
- Le Bazar aux Histoires
- Les Chansons de l'Ouche-Fontaine
- L'Écharpe d'iris

Compléments
- Un prix de poésie porte son : le « prix de poésie Georges Riguet »
- Membre de l'Académie du Morvan

Georges Riguet est un écrivain régionaliste français, poète et auteur pour la jeunesse, né le 28 juillet 1904 à Uxeau (Saône-et-Loire) et mort au Creusot (Saône-et-Loire) en avril 1998.
Il est auteur de contes, de chansons, de récits, de livres de lectures scolaires, et a rédigé un grand nombre d'articles pour les journaux et revues de Saône-et-Loire et du Morvan. Il fait également partie des tout  premiers membres de l'Académie du Morvan lors de sa fondation en 1967.
Un prix de poésie porte son nom.

## Biographie
Georges Riguet passe son enfance à Uxeau son village natal et à Autun où son père est instituteur jusqu'en 1913. Il fréquente ensuite le cours complémentaire du Creusot puis l'école normale de Mâcon entre 1920 et 1923.
Devenu instituteur à son tour, il est affecté à Rully puis fait son service militaire en Afrique du Nord. Il est ensuite nommé instituteur au Creusot en 1926, puis assure des fonctions de direction grâce auxquelles il est distingué officier des Palmes académiques.
Il est encouragé à écrire par le poète Gustave Gasser et l'écrivain Paul Cazin.

## Œuvres

### Récit et conte
- Légendes et récits tunisiens, Paris, Larousse, Les Livres Roses, 1926
- Le Creusot, Cité calomniée, Paris-Nevers, Revue du Centre, 1930
- Histoires de bêtes, Saumur, éditions de l'École Émancipée, 1931-1932
- Contes de l'Afrique du Nord, Paris, Larousse, Les Livres Roses, 1933
- Contes de mon village, Saumur, éditions de l'École Émancipée, 1933
- Les Guerriers sans fureur, Issy-les-Moulineaux, La Fenêtre Ouverte, 1943
- Le Bazar aux Histoires, Villefranche-sur-Saône, éditions du Cep Beaujolais, 1948
- Les Histoires d'Antonin Muset, Paris, Bourrelier, 1953
- Couleurs du temps (Prix des Poètes du Centre 1965)
- L'Écharpe d'iris, Paris, Hachette, 1990 (Florilège du Grand Prix de Poésie de la Jeunesse)
- Gens de Bourgogne, Anthologie, Besançon, L'Amitié par le livre, 1993
- Contes morvandiaux, Nanton, Hérode, 2002 (ISBN 978-2-908971-12-5)

### Poésie
- Les Feux follets, Paris, Eugène Figuière, 1928
- Croquis, Nevers, Imprimerie de la Jeune-Académie, 1929
- Sérénades, Montceau-les-Mines, Imprimerie Ouvrière, 1930
- Chants nouveaux, Montceau-les-Mines, Imprimerie Ouvrière, 1933
- L'imagerie nuptiale, Issy-les-Moulineaux, La Fenêtre Ouverte, 1935
- Simples images, Poitiers, L'Action Intellectuelle, 1936
- Images creusotines, Le Creusot, Imprimerie Saint-Charles, 1946
- L'Écureuil rouge (Prix Charles Vildrac 1947)
- Les Chansons de l'Ouche-Fontaine, Villefranche-sur-Saône, éditions du Cep Beaujolais, 1954 (Prix Maurice Rollinat 1948)
- La Petite Muse, Digoin, L'Eden du Ménestrel, 2007

## Le prix de poésie Georges Riguet
À la suite de sa mort, le « prix de poésie Georges Riguet » est créé en 1999 pour honorer l'écrivain. Il est ouvert à tous les poètes d'expression française et est remis chaque année au château de la Verrerie du Creusot.